# Улыбышево (кладбище)
Кладбище Улыбышево (также — «Городское», «Улыбышевское» и «Высоково») — основной некрополь города Владимира, расположенный в Судогодском районе, рядом с одноимённым посёлком Улыбышево, в 12 км от города.

## История
Кладбище было основано решением исполкома Владимирского горсовета № 43 от 2 февраля 1975 года. Первое захоронение состоялось 26 ноября 1975 года.
На 2019 год является крупнейшим кладбищем Владимирской области, на котором по данным 2019 года было захоронено более 159 тысяч владимирцев (на 14 марта 2003 года было зарегистрировано 94 745 могил).
В 1989 году, в связи с расширением территории некрополя, главный санитарный врач страны установил 300-метровую санитарную зону между кладбищем и объектами временного проживания людей — садоводческим кооперативом «Ладога». 10 мая 2001 года суд подтвердил запрет на новые захоронения в санитарной зоне, а обслуживающему Улыбышевское кладбище предприятие «Спецавтобаза» было предписано установить по периметру некрополя металлический забор 2-метровой высоты.
На кладбище учреждена Аллея славы, вдоль которой похоронены военнослужащие, удостоенные званий Героев Советского Союза, Заслуженные работники — Герои Социалистического Труда, почётные граждане города Владимир, деятели культуры, науки, образования, здравоохранения, выдающиеся спортсмены.
В 2005 году, на северо-восточной окраине кладбища, по проекту архитектора А. Н. Трофимова, был построен православный храм в честь Всех Святых.
В 2014 году к кладбищу присоединён новый участок площадью 36,6 га из которых от леса было освобождено 17,6 га, а площадь, покрытая захоронениями, на 2019 год составила 10,595 га (захоронено 11 102 человека). Площадь свободной территории под лесом составляет 19 га. Территорию планируется освободить от леса для последующей организации 78 000 участков для захоронений, что при существующих в среднем 3740 захоронений в год позволит эксплуатировать территорию ещё около 10 лет. Расстояние от границ земельного участка до существующей и перспективной застройки деревни Высоково составляет 1 километр 350 метров, посёлка Улыбышево — 510 метров.

## Мемориальные захоронения
См. также Похороненные на кладбище «Улыбышево»
Среди захороненных на кладбище — военнослужащие, Герои Советского Союза полковник Д. П. Абаляев, полковник И. М. Гусев, сержант В. И. Костин, лейтенант И. С. Пряхин, Герой Российской Федерации капитан В. О. Смирнов; также прославленные спортсмены — семикратный олимпийский чемпион гимнаст Н. Е. Андрианов, советский и российский лыжник А. А. Прокуроров, гимнаст Ю. С. Рязанов.
Представители творческой интеллигенции — народный художник России К. Н. Бритов, заслуженный художник России Н. А. Мокров, мастера владимирской художественной школы — Н. С. Луговская, В. Л. Темплин (1920—1994), О. Р. Шиленков (1954—2005), В. Я. Юкин, скульптор В. А. Шанин (1931—2015), архитектор-реставратор И. А. Столетов, народный артист России О. Я. Ухналёв, актёр А. Л. Фомкин, учёный и писатель П. Б. Гурвич, поэт и прозаик А. И. Шлыгин, композитор и пианист С. Р. Зубковский, журналист В. Л. Краковский, общественные и государственные деятели — В. А. Калягин, В. М. Ковалёв, прокурор Владимирской области В. И. Царёв и другие.
Хозяйственные деятели, организаторы производства — генеральный директор Ставровского завода АТО В. А. Чернодаров, гендиректор завода «Автоприбор» Е. И. Вьюнов и другие.
Предложено создать туристический маршрут для любителей некрополистики «Старое кладбище — „Байгуши“ — Улыбышево», общественность предложила проинспектировать места воинских захоронений

## Галерея

Могила Николая Андрианова
Могила Юрия Рязанова
Могила Алексея Прокуророва
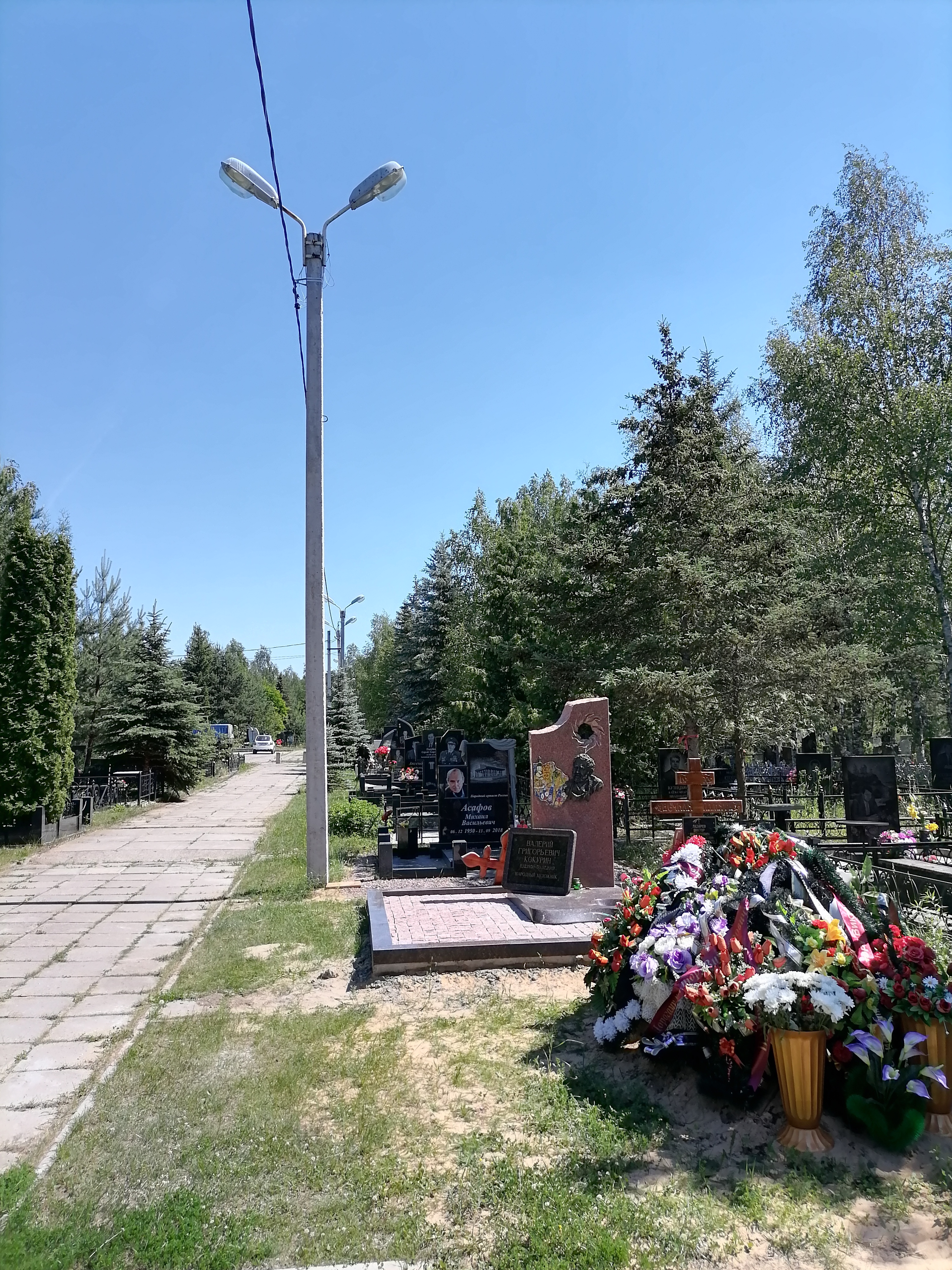
Аллея почётного захоронения (Аллея славы). Правая сторона
Надгробие В. А. Чернодарова